# Expo 1938
De Expo 1938 werd, onder de naam SILI II Ilmailunättely 1938 gehouden in de Finse hoofdstad Helsinki. Het was de tweede door het Bureau International des Expositions erkende gespecialiseerde wereldtentoonstelling. Net als de eerste in Stockholm had ook deze luchtvaart als onderwerp, wat ook terugkomt in de Engelse naam; Second International Aeronautic Exhibition. De tentoonstelling vond plaats in de jaarbeurs van Helsinki. De blijvende herinnering is de, tijdens de tentoonstelling geopende, terminal van Malmi. Tijdens de tentoonstelling werden onder andere de Fokker D 21 en CX en de Finse Viima II aan het publiek getoond.